# Olympische Sommerspiele 2024/Teilnehmer (Benin)
| Gelbes Symbol für Goldmedaillen mit stilisierten Olympischen Ringen | Graues Symbol für Silbermedaillen mit stilisierten Olympischen Ringen | Braundes Symbol für Bronzemedaillen mit stilisierten Olympischen Ringen |
| ------------------------------------------------------------------- | --------------------------------------------------------------------- | ----------------------------------------------------------------------- |
| —                                                                   | —                                                                     | —                                                                       |

Benin nahm an den Olympischen Spielen 2024 vom 26. Juli bis zum 11. August 2024 in Paris mit 5 Athleten (3 Männer, 2 Frauen) teil. Es war die insgesamt 13. Teilnahme an Olympischen Sommerspielen.

## Teilnehmer nach Sportarten

### Judo
Über die IJF-Weltrangliste konnte sich ein beninischer Judoka im Halbmittelgewicht der Männer qualifizieren.
| Athleten          | Wettbewerb       | 1. Runde | 1. Runde | 2. Runde    | 2. Runde | Achtelfinale  | Achtelfinale  | Viertelfinale | Viertelfinale | Halbfinale / Trostrunde | Halbfinale / Trostrunde | Finale / Platz 3 | Finale / Platz 3 | Rang |
| Athleten          | Wettbewerb       | Gegner   | Ergebnis | Gegner      | Ergebnis | Gegner        | Ergebnis      | Gegner        | Ergebnis      | Gegner                  | Ergebnis                | Gegner           | Ergebnis         | Rang |
| ----------------- | ---------------- | -------- | -------- | ----------- | -------- | ------------- | ------------- | ------------- | ------------- | ----------------------- | ----------------------- | ---------------- | ---------------- | ---- |
| Männer            |                  |          |          |             |          |               |               |               |               |                         |                         |                  |                  |      |
| Valentin Houinato | Klasse bis 81 kg | Freilos  | Freilos  | A. Esposito | 0s1:10s1 | ausgeschieden | ausgeschieden | ausgeschieden | ausgeschieden | ausgeschieden           | ausgeschieden           | ausgeschieden    | ausgeschieden    | 17   |

### Leichtathletik
Die Olympianorm des Weltverbandes konnte Noélie Yarigo über die 800 Meter erreichen.
Laufen und Gehen
| Athleten      | Wettbewerb | Vorlauf     | Vorlauf | Halbfinale    | Halbfinale    | Finale        | Finale        | Rang          |
| Athleten      | Wettbewerb | Zeit        | Rang    | Zeit          | Rang          | Zeit          | Rang          | Rang          |
| ------------- | ---------- | ----------- | ------- | ------------- | ------------- | ------------- | ------------- | ------------- |
| Frauen        |            |             |         |               |               |               |               |               |
| Noélie Yarigo | 800 m      | 1:59,68 min | 3       | 2:01,35 min   | 8             | ausgeschieden | ausgeschieden | ausgeschieden |
| Männer        |            |             |         |               |               |               |               |               |
| Didier Kiki   | 100 m      | 10,76 s     | 3       | ausgeschieden | ausgeschieden | ausgeschieden | ausgeschieden | ausgeschieden |

### Schwimmen
| Athleten        | Wettbewerb    | Vorlauf | Vorlauf | Halbfinale    | Halbfinale    | Finale        | Finale        | Rang |
| Athleten        | Wettbewerb    | Zeit    | Rang    | Zeit          | Rang          | Zeit          | Rang          | Rang |
| --------------- | ------------- | ------- | ------- | ------------- | ------------- | ------------- | ------------- | ---- |
| Frauen          |               |         |         |               |               |               |               |      |
| Ionnah Douillet | 50 m Freistil | 27,64 s | 45      | ausgeschieden | ausgeschieden | ausgeschieden | ausgeschieden | 45   |
| Männer          |               |         |         |               |               |               |               |      |
| Alexis Kpadé    | 100 m Rücken  | 57,61 s | 42      | ausgeschieden | ausgeschieden | ausgeschieden | ausgeschieden | 42   |